# Gazola
A Gazola S/A Indústria Metalúrgica foi uma empresa metalúrgica brasileira sediada em Caxias do Sul, Brasil.
Fundada em 1932 por José Gazola, sob a razão social José Gazola & Cia, a empresa originou-se de uma fábrica de artefatos bélicos, cuja demanda fora motivada pela Revolução Constitucionalista de 1932. Com o término do conflito, passou a produzir munição para caça, sendo a pioneira no ramo no Brasil. O sucesso do produto despertou o interesse de um grupo paulista, que adquiriu o controle parcial da empresa. José então passou a se dedicar a outros segmentos, como cápsulas de estanho para garrafas de vinho, e em seguida abriu um setor de cutelaria, talheres e utilidades domésticas.
As atividades nesse ramo seriam interrompidas em 1942, quando, por ocasião do ingresso do Brasil na Segunda Guerra Mundial, a empresa foi declarada de utilidade e interesse militar e voltou a fabricar material bélico. Tal situação persistiria até 1946. Na década de 1950, as suas panelas da marca Elmo ganharam ampla aceitação.
Em 1967, tornou-se sociedade anônima e, em 1971, realizou a abertura de seu capital na Bolsa de Valores de São Paulo. A partir de 1990, a companhia expandiu seu portfólio de produtos com o início da produção de panelas de aço inoxidável. Em 1999, ingressou no mercado de componentes e acessórios para implementos rodoviários.
Combalida por dificuldades financeiras, a empresa teve sua falência decretada em agosto de 2009. Um mês mais tarde, um recurso provido pelo Tribunal de Justiça do Estado do Rio Grande do Sul possibilitou a retomada de suas atividades - fato que só ocorreu em meados de dezembro do mesmo ano. Desestruturada pelo período em que permaneceu fechada, a companhia não logrou sucesso em sua tentativa de recuperação e teve suas operações fabris encerradas em meados de 2010.
O registro de companhia aberta foi suspenso pela Comissão de Valores Mobiliários pela primeira vez em 16 de abril de 2010, em virtude da não publicação de demonstrativos financeiros desde o exercício de 2008. Em maio de 2012, o registro foi definitivamente cancelado pela autarquia.
Em 2013, parte do acervo da companhia foi adquirido por dois empresários. Itens históricos de propriedade da empresa, tombados pelo município, começaram a ser catalogados com o objetivo de integrar um museu.
Em novembro de 2013, por ocasião da conclusão de processo sancionador conduzido pela CVM, os administradores da empresa receberam condenações, na forma de multas e inabilitações de exercício de função em companhias abertas, sob a alegação de abuso de poder de controle.